# Droga wojewódzka nr 985
Droga wojewódzka nr 985 (DW985) – droga wojewódzka w podkarpackim o długości 70 km łącząca Tarnobrzeg, Mielec i Dębicę.

## Historia
W czasach II Rzeczypospolitej droga zgodnie z załącznikiem „Wykaz dróg państwowych” do ustawy z dnia 10 grudnia 1920 r. o budowie i utrzymaniu dróg publicznych w Rzeczypospolitej Polskiej była częścią drogi Ożarów – Sandomierz – Dębica będącej wtedy odnogą drogi Syców – Uściług. Uchwałą Rady Ministrów nr 192 z dnia 2 grudnia 1985 roku w dniu 14 lutego 1986 roku droga została zaliczona do kategorii dróg krajowych o numerze 985. 1 stycznia 1999 roku droga zgodnie z rozporządzeniem Rady Ministrów z dnia 15 grudnia 1998 r. w sprawie ustalenia wykazu dróg krajowych i wojewódzkich została zaliczona do kategorii dróg wojewódzkich.

## Obwodnica Mielca
Od 5 października 2015 roku w wyniku zakończenia budowy obwodnicy Mielca zmienił się przebieg drogi wojewódzkiej, ponieważ obwodnica Mielca stała się częścią drogi wojewódzkiej nr 985, a 17 km dawnej części drogi wojewódzkiej od ronda na osiedlu Rzochów w Mielcu do węzła w Tuszowie Narodowym z mocy ustawy o drogach publicznych Podkarpacki Zarząd Dróg Wojewódzkich przekazał do Starostwa Powiatowego tym samym stając się drogą powiatową.

## Miejscowości leżące przy trasie DW985
- Tarnobrzeg
- Baranów Sandomierski
- Padew Narodowa
- Tuszów Narodowy – obwodnica
- Mielec – obwodnica
- Tuszyma
- Pustków – obwodnica
- Dębica